# Kouprey

Ehemaliges Verbreitungsgebiet (rot) des Kouprey

Der Kouprey (Bos sauveli) war eine Art der Rinder. Dieses Wildrind war weitgehend unbekannt, da es verborgen im Regenwald Südostasiens lebte. Beheimatet war es im Dreiländereck von Kambodscha, Laos und Vietnam. Es dient seit 2005 als Nationaltier Kambodschas.

## Name
Der Name Kouprey oder Kouproh hat in der Sprache der indigenen Bevölkerung die Bedeutung „graues Rind“. Das Artepitheton sauveli erinnert an den französischen Tierarzt René Sauvel, der in Kambodscha praktizierte. Er besaß die Hörner eines Bullen, die zur Entdeckung und Erstbeschreibung der Art führten.

## Artstatus
Der Kouprey hatte sowohl Merkmale des Zebu als auch des Banteng, so dass man lange die Möglichkeit in Erwägung gezogen hat, diese Art sei ein Hybride beider Arten. Ebenfalls gab es Theorien, der Kouprey sei eine ursprüngliche und nun verwilderte Hausrindrasse. Der Zoologe F. W. Bræstrup stellte 1960 die Theorie auf, dass die Koupreys tatsächlich eine überlebende Population des Auerochsen seien. Inzwischen geht man davon aus, dass genetische Übereinstimmungen mit dem Banteng durch natürliche Hybridisierung während des Pleistozäns erfolgten.

## Beschreibung
Mit einer Schulterhöhe von 180 cm und einem Gewicht von 800 kg stand der Kouprey zwischen dem Gaur und dem Banteng. Das Fell des Bullen war dunkelbraun, das der Kühe und der Kälber grau. Bullen hatten eine gewaltige Wamme, die fast bis auf den Boden reichte. Die Hörner der Kühe wurden 40 cm, die der Bullen 80 cm lang.

## Entdeckung und Status
Sichtungen der Kouprey sind aus den Jahren 1860 (durch Campbell), 1860 (durch Dufossé) und 1933 (durch Vittoz) dokumentiert. Die wissenschaftliche Erstbeschreibung erfolgte aber erst 1937 durch Achille Urbain anhand eines jungen männlichen Rinds, das in der kambodschanischen Provinz Preah Vihear gefangen wurde. Dieses Exemplar wurde bis zu seinem Tod 1941 im Zoo de Vincennes, Paris, gehalten.
1938 wurde der Gesamtbestand auf 800 Exemplare geschätzt, auf 500 im Jahr 1952 und auf nur noch 200 im Jahr 1964. Bis Ende der 1960er Jahre hielt Prinz Sihanouk ein Exemplar im Garten seines Palastes. 1964 gelang dem Zoologen Wharton der Fang von fünf adulten Koupreys, von denen zwei starben und drei entkamen. 1982 wurden an der thailändisch-kambodschanischen Grenze drei Koupreys gesichtet. Bei dem Versuch, sie einzufangen, starb ein Wildhüter durch eine Landmine. Ein von der IUCN 1988 initiiertes Rettungskonzept scheiterte an der politischen Situation in Indochina sowie daran, dass keine weiteren Nachweise erfolgten. Die Asian Wild Cattle Specialist Group der IUCN/ISS geht mittlerweile davon aus, dass der Kouprey sehr wahrscheinlich ausgestorben ist.